# 馬來西亞華人公會
马来西亚华人公会（英語：Malaysian Chinese Association，MCA），简称马华公会、馬華，成立于1949年2月27日，原名马来亚华人公会，马来西亚成立后改为现名。马华公会是马来西亚最大的代表馬來西亞華人的单一种族政党，该党所有党员皆由馬來西亞華人公民组成。
该党虽然一开始是代表馬來西亞華人的政党，但在独立前就与巫统及国大党合作组成联盟，在独立前至1960年代初期中曾获华人广泛支持。1960年开始因新加坡独立、华文独立大学事件等，加上民政党与民主行动党的竞争，使其华人支持率接连受到挑战，但在林良实时期曾经一度攀上高峰，获得大部分华人支持。不过，自2008年开始，华社倾向投选民主行动党及人民公正党所在的人民联盟及後來的希望联盟，马华此后的支持率每况愈下。2018年大選後，希望聯盟因執政表现不佳，加上时任财政部长林冠英削减拉曼大学拨款，在丹絨比艾補選中，華裔選票一度有回流馬華的跡象。2022年大选中，马华保留上届选举及其後补选的两个国席。
2024年7月19日，有传闻称马华公会会退出国民阵线转投国民联盟，之后马华总秘书张盛闻在同日下午接受媒体采访否认了这个说法。

## 历史

### 马华公会成立前的历史背景
第二次世界大战结束后，联合国宣布成立，殖民地人民争取独立声浪，如风起云涌。然而，英国政府有意将马来亚改为马来亚联邦（Malayan Union），希望藉以延长其殖民地统治寿命。
这份马来亚联邦宪法是在1946年初公布，引起大多数马来人民的不满，马来领袖呼吁组织政党。巫统（UMNO）是在这种历史背景下，由拿督翁领导宣告成立，反对马来联邦，维护巫人的利益。英当局决定让步，取消马来亚联邦，改由没有华人代表的一个委员会另起草一份不利华人的马来亚联合邦新宪制。
1948年，马来亚印度国大党成立(Malayan India Congress)，以代表所有印度人的姿态出现，但印人社会所存在的各式各样的种族及宗教组织，使印人社会仍是处于分裂状况中。
在华人社会方面，华人的政治力量还是支离破碎，没有一方能代表整个华人社会，华人无法组织起来有效反击《马来亚联合邦》新宪制。
当时，作为华人商会领袖的陈祯禄及其他华团领袖，都曾力促华人团结起来，保卫自己民族的权利，可是绝大多数的华人还是保持冷漠及不过问政治的态度。
因此，在1948年，华人的政治命运可说是陷于最低潮的时期。新的《联合邦宪法》（Federal Constitution）通過後，旨在严厉限制外来移民获得公民权，衹有那些父母是在马来亚出生，或在马来亚住上15年，且能操英、巫语的人才能申请为公民。
新宪法同时也恢复了马来苏丹原有的权力，以及马来人的特权，尤其是政府部门的公务员，必须是马来人占大多数。
更糟的是，在1948年6月，马来亚共产党，拿起武器，走入森林，展开武装革命斗争。因为在这种情况下，华人的政治力量被分散了。
陈祯禄早就提出组织《马华公会》的建议。早在1945年日军投降前，他创立《海外华人协会》（Overseas Chinese Association），担任主席，写信给当时的殖民地大臣，说明从印度回马后（在日治时期，他寄居印度）将成立一个华人协会，以“争取马来亚华人的利益”。
陈祯禄在战后返回马来亚，通过马来亚华人商联会，召集全马代表大会，讨论马来亚华人前途的问题。
第一次会议是在1947年新加坡中华总商会召开，到会者有陈祯禄、李孝式、李光前、黄树芬、伍瑞琴、刘伯群等人，并邀请英驻马新最高行政专员麦唐纳出席。
麦唐纳在会议开始前发表他对时局的意见后即离开，并促请华人方面在对时局有任何意见时，欢迎大会派出代表接洽。
商联会开会后，即集合各代表意见，推派由陈祯禄领导的一个代表团前往会见麦唐纳。麦唐纳对陈祯禄表明英政府不会忘记华人在马来亚的贡献及功劳，并尊重华人的意见。但是，商联会仅能代表一部份商人，不足以代表马来亚整个华人社会。
代表团归来后，商讨对策，结果接纳陈祯禄之提议，发动成立马来亚华人公会的组织，当时正是1948年，正值马共拿起武器走入森林之际，也正是英政府宣布施行紧急法令之时。马来亚华人公会是于1949年2月27日，在紧急法令实施8个月后成立。

### 华团参与发起成立马华公会
在英国殖民马来半岛（现在的西马来西亚部分）时期，英国殖民地政府采取分而治之的手段来统治马来半岛。当时（直到现在）马来半岛的主要三大民族——马来人、华人和印度人的事务，分别被个别的族群代表所代理，以达到三大民族的民间社会没有交集的分化目的。英国殖民地政府还特别通过政策将马来族职业限制在政府官员、华族限制在从商，以及印度人限制在割胶工作，让三大族群因职业阶级所产生的对立矛盾，而无法团结一致向英国政府提出民间诉求。
1949年2月19日，吉隆坡华团在中华总商会的发函呼吁下，于雪兰莪中华大会堂出席华团联席大会，议决赞成组织马华公会，同时讨论马华公会的章程草稿，提出修改建议后，并决定参与发起成立马华公会筹委会。
根据出席团体代表逐个报告统计，已经征求超过3,000名华人加入马华公会，此外，尚有许多华团正在进行征求华人参加。许多华团的参与发起组织马华公会，使得马华从成立日开始，就有成千上万的华人踊跃加入，马华公会很快便发展成为实力雄厚、会员众多的华人组织。
出席的华团与代表包括：
- 中华总商会：李孝式、张尧盛、陈光汉、潘冠三、张昆灵、梁长龄、张敬文、丘满、黄和先、巫柏觐、林世吟、梁志翔、陈济谋、陈金福、辛厚慈
- 瓜雪中华商会：郑世耀、蔡普如
- 嘉庆会馆：林锡云、梁挺
- 广东会馆：李蕓岩、辛官政
- 杂货行：黎学初、陈德炽
- 瓜雪晨光社：余天华
- 加埔华侨俱乐部：李克秀、邱克肯
- 醒钟补炉职工会：林振强、杨华
- 高州会馆总会：林伯谦、赖均隆
- 矿商俱乐部：张汝业、黄锦成
- 惠州会馆：黄纪良、萧满、游昆仁
- 人镜慈善白话剧社：冼榕芬、黎长
- 福州咖啡商业公会：张大民、刘友茂
- 中华百货商公会：杨邦交、罗业初
- 雪兰莪福州会馆：陈瑞通、郑德华
- 精武女子体育：蔡秀安
- 雪兰莪华侨进口商公会：黄执珪
- 永春会馆：陈松孝、林世希
- 中马中医师公会：赖益生、雷家炎
- 会宁公所：罗惠民、萧志明
- 商业职员公会：吴汉镛
- 顺德会馆：廖德平、卢炜良
- 雪华药业公会：刘沛康、潘锡兆
- 中山同乡会：杨一予、邝珍财
- 雪华机商公会：麦宏泉
- 中华汇业公会：谢传集
- 友艺别墅：李卓超、麦喧
- 渔商行：陈士英、龙朝益、陈治佳
- 中中俱乐部：陈英才、邝少智
- 广肇会馆：陈德炽、关锦洪
- 万宁同乡会：王大悦、施以经
- 理发行：潘汉樵、叶宣华
- 加影矿商公馆：黄卯泰、方汉文
- 巴生中华商会：李荣德、刘碧海
- 兴安会馆：吴禹铭
- 华人机器工会：黄来福
- 雪华咖啡茶业公会：陈月琼、林秀山
- 福建会馆：张燕清、陈云祯
- 广西会馆：覃美堂、夏王武
- 茶阳会馆：郭官仁、杨雪华
- 潮州八邑会馆：黄盛源
- 潮州京困商行：姚振杰、余致乐
- 惠安公会：张燕清、林秋水
- 工商俱乐部：叶宣华
- 洗衣行：严桂荣、梁传益
- 晋贤俱乐部：梁传益
- 自由车商会：吴禹铭
- 庆同乐：梁传益
- 三轮车工友会：陈甜、黄振宜
- 赤溪公馆：潘丁贵
- 三水会馆：严桂荣、何志坚、梁三俩
- 李氏联宗会：李镜鸿、李占如
- 达庆行：邓世柏、蔡思鸣

马华在1949年2月27日在二战后的英殖民政府的支持下成立。当时成立马华的目的是要在马来亚紧急状态时期进行布里格斯计划下的新村项目，管理相关人群的社会及福利事务。1950年2月，马华开始发行彩票。
1951年马华由土生华人籍的商人陈祯禄宣布为政党，并成为第一任总会长。早期的党员多数是土地主，商人等上层人士，而新村的劳动阶级人士却大部分都参与新加坡社会主义阵线。很多马华党员曾是中國國民黨党员，反对马来亚共产党，当中梁宇皋曾是国民党少将，之后成为内阁部长和后期的马六甲首席部长；马来西亚第一位财政部长李孝式曾是国民党陆军上校；急进党领袖林苍佑在1952年加入马华，曾是国民党陆军医生。
1952年，马华与巫统合作参选吉隆坡市议会选举，之后催生了跨党派组织——联盟。1954年国大党加入联盟并参与了第一届马来亚大选，52席中拿下51席，当中马华赢下所有竞选的15席。

1958年至1963年的党旗

1958年党选，林苍佑在总会长职挑战成功，从陈祯禄手中接任。林苍佑提议修改党章增强中央委员会的权力，尽管成功通过了提议，但分裂了党。 1959年大选，林苍佑要求增加马华竞选的议席从28个至40个，但巫统主席东姑阿都拉曼拒绝了。林苍佑之后辞去总会长职，由謝敦祿暂代。其他林苍佑支持者也退出马华以独立人士身份参选，导致马华折损一些议席，在31席中只赢19席。 林苍佑在1960年12月退党，之后在1968年成为民政党创始人之一。1961年，受到东姑的赏识的陈祯禄之子陈修信成为第三任总会长。  陈修信带领马华在1964年大选取得重大胜利，在国会33席中赢下27席。1969年政府宣布计划关闭中文大学后，陈修信设立了拉曼学院。

### 1969-1985
第三届全国大选在1969年5月10日进行。马华在这次大选面对强大挑战，即两个华基政党民主行动党及民政党。 在参选的33个国会议席中，马华只赢得13席。马华也失去了槟城州政权给民政党。反对党的收获导致族群冲突，即五一三事件的发生。在冲突发生的前一天（5月12日），陈修信宣布马华将会退出联盟，但重新考虑后于5月20日，即冲突及国会暂停运作后加入了国家行动理事会。 马华失去华社的支持引起副首相依斯迈阿都拉曼的批评，指如果继续失去支持，巫统会停止与其合作。 为了挽回华人的支持，陈修信试图扩大党的吸引力，改变党的“头家”印象及邀请专业人士入党。 不过当中一些人发生了争执，导致林敬益等人退党，跳槽至民政党。
经历了1969年大选的支持率流失，以及1972年联盟的扩大（之后成为国阵）包括民政党，巫统在联盟内更有支配权，马华的地位有所降低。 1973年内阁因副首相依斯迈去世而重组，陈修信要求副首相职位但被敦拉萨拒绝而有所不满。1974年大选前，陈修信以健康理由辞去所有党职和官职。
陈修信辞职后由李三春暂代总会长，并与1975年党选后升正。陈修信的辞职导致马华从1957年开始一直持有的重要内阁部长职位，如财政部和工业及贸易部也一并失去了。 1974年大选马华表现很好，但1978年大选再次失利，竞选国会的28席中赢的17席，60州议席中赢得44席。1979年曾永森挑战李三春的马华总会长职但失败，1981年曾永森一度率领异见者跳槽民政党。
1982年大选马华看到了运气的转变。李三春接受在野党民主行动党主席曾敏兴的挑战，以辞去党职作为赌注，竞选城市华人选民占大多数的国会议席——曾敏兴所持有的芙蓉国会议席。李三春挑战成功，也带领党取得压倒性胜利，国会28席赢得24席及62州议席中赢55席。  经历选举的成功和职业生涯的高峰之后，李三春在1983年以未知原因毫无预警地宣布辞去总会长及部长职，由梁维泮暂代总会长至1985年。

### 1985-2003
1985年，早期一度被党开除的陈群川以党历史上最大多数票赢得总会长选举。  不过他在新加坡被提控失信罪而辞去总会长。 陈群川创立储蓄投资合作社计划，目的是通过投资来增加马来西亚华人的资本收益。但合作社计划的不良管理导致爆发丑闻，中央银行介入并冻结了35个合作社资产。这丑闻导致36亿令吉的损失，投资者只能取回其62%的投资额。
1986年林良实继承了陈群川的总会长职。当林良实接任后，他面对的是党内充斥着派系斗争及华社对合作社丑闻的失望。林良实早期致力于解决马华财政问题，筹募基金以重组党的资产。林良实在位时期，党内相对和平，并努力通过与政府闭门会谈的方式来维护华社的利益。他通过筹款及政府资助扩大了拉曼学院，并于2001年设立了拉曼大学。林良实领导下的马华在1995年大选赢下国会34席中的30席，77州议席中赢得71席，与行动党竞争中保持了大部分华人选票。马华也在1999年大选表现良好，选举的成功让马华在国阵里提升了地位，还有提升了其他国阵领袖和首相马哈迪·莫哈末的关系。
1993年6月26日，时任马来西亚首相马哈迪·莫哈末在马华大厦为马华第四十届常年代表大会主持开幕时极力赞扬马华对国家的贡献，同时坦言没有马华，马来西亚不会有今天的成就水平。他说：“马华是国阵中的一个重要成员党，对协助马来西亚成为一个更稳定，更加团结一致，进步和繁荣的国家作出了许多贡献。”“我深信，没有马华，马来西亚不会有今天的成就水平。”马哈迪也说，马华领袖对多元种族国情事实所采取的中庸和务实态度，使国阵可以圆满解决面临的诸多问题，而不至于影响了国家团结和稳定。
党内权力斗争仍然存在。1993年林良实的副手李金狮曾挑战其总会长职，但11小时后退选了。 1996年李金狮宣布退休，署理总会长由林亚礼接任。1999年党再次发生派系斗争，大选后署理总会长林亚礼宣布打算辞去部长职，并要求林良实提名他的徒弟陈广才进入内阁。不过林良实却提名自己的徒弟黄家定成为部长，导致林亚礼的支持者不满，这些支持者之后被称为“B队”，林良实的派系为“A队”。马华党争的局势随着党产华仁控股试图收购独立报章《南洋商报》（参见：2001年马华收购南洋商报事件）而激化，这受到B队的强烈反对，担心A队控制了中文媒体。他们参与中文记者及非政府组织，公开在集会中反对。2001年马青803武斗事件导致情况变得糟糕。各种风波的发生导致派系加深了裂痕。
最后身为国阵主席的马哈迪介入解决党争，对两派提出“和平计划”。2002年计划的党选取消，林良实和林亚礼于2003年双双辞去党职由他们的徒弟继承。

### 2003–2008
2003年5月，领导更迭计划如期进行。副总会长黄家定取代林良实成为新总会长，陈广才接替林亚礼成为新署理总会长。黄家定领导的马华为国阵在2004年大选取下压倒性胜利，竞选的国会40席中赢得31席，90州议席赢得76席。2005年党选，A队和B队联合起来，轻易打败挑战总会长职的副总会长蔡锐明和挑战署理总会长职的总秘书陈祖排。林良实的两个儿子林熙隆和林熙杰也参与竞选，试图延续林氏家族的政治势力。
黄陈的领导以温和的手段继续捍卫华社利益，尽管巫统在2004年大选后一直炒作种族课题而与巫统关系有所不合。2008年初始，副总会长兼卫生部长的柔佛州成员蔡细历涉及性爱光碟事件。有蔡细历与一位女性进行性行为的光碟在柔佛流传，使蔡细历辞去所有党职，包括国会议员职位。 蔡细历认为党内有他的政敌受到他的威胁，试图终结蔡的政治生涯。
2008年大选，马华表现差强人意，只赢得15个国会及32州议席，失去超过半数上届大选所赢的议席。因此黄家定决定在来届党选不蝉联总会长职，让新领袖接任。2008年8月的党选标志着党派的变化，蔡细历东山再起。黄家定择定继任者为副总会长翁诗杰， 同时蔡细历参选署理总会长，与黄家定的兄长黄家泉竞争。翁诗杰最后轻松获胜，蔡细历却打败了黄家泉。

### 2008年至2018年
2008年的领导层更迭后，派系内斗在翁蔡的领导下持续着。蔡细历在党领导层内受到翁诗杰的排挤，不被受委官职。最后他在2009年8月被马华革职，理由是因一年前的性爱光碟事件破坏党形象。作为回应，蔡细历支持者发动党特别大会以通过对翁诗杰投不信任票，以及撤销蔡细历革职的动议。特大最后没有恢复蔡细历的署理总会长职。 尽管不信任动议成功通过，翁诗杰拒绝辞职，却要求蔡细历在“大团结计划”下各自放下异见。不过，副总会长廖中莱反对，他要求翁诗杰下台重新进行党选。这次又出现了领导层危机，并持续了六个月。
终于在2010年3月，蔡细历与他在中委会的支持者辞去中委，还有廖派的中委也辞职。超过三分之二的中委辞职，根据党章中委会必需重选。这次的重选蔡细历打败了原任总会长翁诗杰及前总会长黄家定当选总会长，廖中莱打败了江作汉当选署理总会长。 蔡细历和副手廖中莱承诺合作及开放党籍给非华裔。
2013年大选，马华大败，在参选的37国会议席中只赢得7席，90个州议席只赢得11席，促使出现了要求蔡细历辞职的呼声。马华连续两届大选的差劲表现再次出现派系斗争，开始考虑是否留在马来西亚政坛。作为差劲表现的回应，从独立以来马华首次在内阁没有代表，因为大选之前马华承诺如果大选表现差劲就不会接受内阁官职。
蔡细历宣布不寻求蝉联总会长职。在2013年12月，廖中莱当选总会长，继续保持不入内阁的决定直到马来西亚航空370号班机空难后才重新入阁。
与此同时马华也面临了诸多挑战如华小拨款分配问题、一个马来西亚发展有限公司丑闻（1MDB）、26亿令吉政治献金丑闻、纳吉起诉林良实诽谤案及RTM华语新闻撤除中文字幕等课题。

### 2018年至今
2018年5月9日的第14届全国大选，马华遭到空前的惨败。除了署理总会长魏家祥以303张多数票惊险击败刘镇东，保住亚依淡国会议席之外，其他成员皆全军覆没，包括总会长廖中莱，副总会长蔡智勇、周美芬、李志亮，组织秘书黄日升等皆败选。之后的雪兰莪州议会无拉港补选以自家党徽上阵也败下阵来。马哈迪·莫哈末在接受《星洲日报》专访时曾讽刺马华等同于不存在的个体，在被华人唾弃以后，这个政党已经不具代表性，也不代表任何人。
2019年11月16日，由于时任财政部长林冠英削减拉曼大学拨款引起的风波，黄日升成功在丹绒比艾补选中以超过万张票胜出，使是届国会迎来了第二个马华公会议员。
2020年2月23日，马华与伊斯兰党和巫统等国阵领袖在八打灵再也的喜来登酒店与敌对阵营的公正党署理主席阿兹敏阿里进行会面，成立国民联盟政府。国盟在政治危机中支持土团党总裁慕尤丁·雅辛，最终成功任相，希盟因此失去中央政权。马华也因此重新成为执政党之一，出任慕尤丁内阁5个部长职位，由总会长魏家祥担任交通部长，署理会长马汉顺担任教育部第二副部长，副总会长郑联科担任团结部副部长，林万锋国际贸易及工业部副部长，黄日升担任原产业部第一副部长。在伊斯迈沙比里内阁里，除了郑联科转任青年及体育部副部长，马华保留原有的职位。
2021年11月20日，国阵在第15届马六甲州选举赢下28个州议席中的21席，包括马华的2席，分别是由魏喜森胜出的马接再也和林万锋胜出的吉里望。
2022年3月12日的第15届柔佛州选举，国阵狂胜，赢下56席中的40席，其中马华赢下15席中的4席。随后总会长魏家祥的爱将林添顺同志和李廷汉同志出任州行政议会行政议员。
2022年11月19日的第15屆大選，國陣大敗，馬華公會僅連任兩個原有席次，但由於取得最多議席的希望聯盟沒有獲簡單多數，國陣因而被国家元首谕令与希盟组织大团结政府。馬華领导层在政治未明朗下表示反對并试图与部方国阵成员支持国民联盟。但最終國陣仍然加入聯合政府，馬華並算是執政黨的一員，但被排除在政府内阁之外。

## 黨的象徵

### 党旗

马华旧党旗（1958年-1963年）

马华党旗（1963年至今）

马华党章规定马华党旗、标志、图案及党徽，必须采用蓝底配以黄色十四角之星形图样。

### 党训
- 效忠党国，创造公平社会
- 维护宪法，保障民主自由
- 严守党纪，树立马华党威
- 服从领袖，追随我党路线
- 敬爱同志，巩固团结力量
- 行动一致，发扬文化传统
- 不屈不挠，贯彻政治目标
- 同心協力，促進全民團結[71]

### 馬華党歌歌詞
马华是民族先锋，我们是国家栋梁
煌煌的党訓在維護憲法民主自由
爱国的天职更鼓舞我们共同奋勇前进
同心协力，刻苦坚韧
披荆斩棘，团结一致
朝向这神圣目标，争取公平社会实现

## 马华领导层

### 历任总会长
马华公会历任总会长如下：
| 任数 | 备注   | 總會長             | 任期始於   | 任期終於   | 祖籍     | 出生地           |
| ---- | ------ | ------------------ | ---------- | ---------- | -------- | ---------------- |
| 1    | 创党人 | 敦陳禎祿爵士       | 1949年2月  | 1958年3月  | 福建漳州 | 馬六甲中央縣     |
| 2    | 离职   | 敦林蒼佑醫生       | 1958年3月  | 1959年7月  | 福建同安 | 檳城州東北縣     |
| 3    |        | 敦陳修信           | 1961年11月 | 1974年4月  | 福建漳州 | 馬六甲中央縣     |
| 4    | 离职   | 丹斯里李三春       | 1974年4月  | 1983年3月  | 湖北天门 | 彭亨州北根縣     |
| 5    | 离职   | 丹斯里陈群川局紳   | 1985年11月 | 1986年9月  | 海南     | 雪蘭莪州八打靈縣 |
| 6    |        | 敦林良实醫生       | 1986年9月  | 2003年5月  | 福建福州 | 霹靂州江沙縣     |
| 7    |        | 丹斯里黄家定       | 2003年5月  | 2008年11月 | 福建泉州 | 霹靂州上霹靂縣   |
| 8    |        | 丹斯里翁诗杰       | 2008年11月 | 2010年3月  | 海南文昌 | 吉隆坡联邦直辖区 |
| 9    |        | 丹斯里蔡细历醫生   | 2010年3月  | 2013年12月 | 广东潮州 | 柔佛州峇株巴轄縣 |
| 10   |        | 丹斯里廖中莱       | 2013年12月 | 2018年9月  | 广东梅州 | 馬六甲州野新縣   |
| 11   |        | 拿督斯里魏家祥博士 | 2018年11月 | 现任       | 广东汕尾 | 馬六甲州野新縣   |

## 大选结果
| 选举   | 赢得的总席位 | 参选席位 | 总票数    | 得票份额 | 选举结果                                 | 选举领袖 |
| ------ | ------------ | -------- | --------- | -------- | ---------------------------------------- | -------- |
| 1955年 | 15 / 52      | 15       | 201,212   | 20.09%   | ▲15席位；执政党 (联盟)                   | 陈祯禄   |
| 1959年 | 19 / 104     | 30       | 232,073   | 15.00%   | ▲4席位；执政党 (联盟)                    | 林苍佑   |
| 1964年 | 27 / 104     | 30       | 225,211   | 18.7%    | ▲8席位；执政党 (联盟)                    | 陈修信   |
| 1969年 | 13 / 144     | 30       |           | 13.50%   | ▼15席位；执政党 (联盟)                   | 陈修信   |
| 1974年 | 19 / 144     | 30       |           |          | ▲6席位；执政党 (国民阵线)                | 李三春   |
| 1978年 | 17 / 154     | 32       |           |          | ▼2席位；执政党 (国民阵线)                | 李三春   |
| 1982年 | 24 / 154     | 32       |           |          | ▲7席位；执政党 (国民阵线)                | 李三春   |
| 1986年 | 17 / 177     | 28       | 589,289   | 12.42%   | ▼7席位；执政党 (国民阵线)                | 林良实   |
| 1990年 | 18 / 180     | 32       |           |          | ▲1席位；执政党 (国民阵线)                | 林良实   |
| 1995年 | 30 / 192     | 30       |           |          | ▲12席位；执政党 (国民阵线)               | 林良实   |
| 1999年 | 28 / 193     | 30       |           |          | ▼2席位；执政党 (国民阵线)                | 林良实   |
| 2004年 | 31 / 219     | 33       | 1,074,230 | 15.5%    | ▲3席位；执政党 (国民阵线)                | 黄家定   |
| 2008年 | 15 / 222     | 33       | 840,489   | 10.35%   | ▼16席位；执政党 (国民阵线)               | 黄家定   |
| 2013年 | 7 / 222      | 39       | 867,851   | 7.86%    | ▼8席位；执政党 (国民阵线)                | 蔡细历   |
| 2018年 | 1 / 222      | 40       | 639,165   | 5.30%    | ▼6席位；反对党， 政变后执政党 (国民阵线) | 廖中莱   |
| 2022年 | 2 / 222      | 44       | 665,436   | 4.29%    | ▲1席位；执政党 (国民阵线)                | 魏家祥   |

## 州选结果
| 州选 | 州议会 | 州议会 | 州议会 | 州议会 | 州议会 | 州议会  | 州议会 | 州议会  | 州议会 | 州议会 | 州议会  | 州议会 | 州议会                  | 州议会 |
| 州选 | 玻璃市 | 吉打   | 吉兰丹 | 登嘉楼 | 槟城   | 霹雳    | 彭亨   | 雪兰莪  | 森美兰 | 马六甲 | 柔佛    | 沙巴   | 赢得总席位 / 竞选总席位 |        |
| ---- | ------ | ------ | ------ | ------ | ------ | ------- | ------ | ------- | ------ | ------ | ------- | ------ | ----------------------- | ------ |
| 1954 |        |        |        |        |        |         |        |         |        |        | 5 / 16  |        |                         |        |
| 1955 |        | 3 / 12 | 1 / 16 |        |        |         |        |         | 2 / 12 | 3 / 8  |         |        |                         |        |
| 1959 | 2 / 12 | 5 / 24 | 1 / 30 | 2 / 24 | 6 / 24 | 9 / 40  | 6 / 24 | 8 / 28  | 7 / 24 | 7 / 20 | 7 / 32  |        |                         |        |
| 1964 | 2 / 12 | 5 / 24 | 1 / 30 | 1 / 24 | 6 / 24 | 12 / 40 | 7 / 24 | 8 / 28  | 9 / 24 | 4 / 20 | 11 / 32 |        |                         |        |
| 1969 | 2 / 12 | 2 / 24 | 1 / 30 | 1 / 24 | 0 / 24 | 1 / 40  | 4 / 24 | 1 / 28  | 4 / 24 | 4 / 20 | 10 / 32 |        |                         |        |
| 1974 | 2 / 12 | 2 / 26 | 1 / 36 | 2 / 26 | 1 / 27 | 3 / 42  | 7 / 32 | 6 / 33  | 5 / 24 | 3 / 20 | 10 / 32 |        |                         |        |
| 1978 | 2 / 12 | 4 / 26 | 1 / 36 | 1 / 28 | 2 / 27 | 4 / 42  | 0 / 32 | 5 / 33  | 5 / 24 | 3 / 20 | 10 / 32 |        |                         |        |
| 1982 | 2 / 12 | 3 / 26 | 1 / 36 | 1 / 28 | 6 / 27 | 10 / 42 | 5 / 32 | 7 / 33  | 6 / 24 | 5 / 20 | 10 / 32 |        |                         |        |
| 1986 | 2 / 14 | 3 / 28 | 1 / 39 | 1 / 32 | 2 / 33 | 3 / 46  | 5 / 33 | 8 / 42  | 4 / 28 | 4 / 20 | 10 / 36 |        |                         |        |
| 1990 | 2 / 14 | 4 / 28 | 0 / 39 | 0 / 32 | 0 / 33 | 3 / 46  | 4 / 33 | 6 / 42  | 4 / 28 | 4 / 20 | 8 / 36  | 0 / 48 |                         |        |
| 1995 | 2 / 15 | 4 / 36 | 1 / 45 | 1 / 32 | 9 / 40 | 13 / 59 | 7 / 42 | 11 / 56 | 7 / 36 | 5 / 28 | 11 / 56 |        |                         |        |
| 1999 | 2 / 15 | 4 / 36 | 0 / 45 | 0 / 32 | 9 / 40 | 12 / 59 | 7 / 42 | 11 / 56 | 9 / 36 | 4 / 28 | 11 / 56 | 0 / 60 |                         |        |
| 2004 | 2 / 15 | 4 / 36 | 0 / 45 | 1 / 32 | 9 / 40 | 10 / 59 | 8 / 42 | 12 / 56 | 8 / 36 | 6 / 28 | 15 / 56 | 1 / 60 |                         |        |
| 2008 | 2 / 15 | 1 / 36 | 0 / 45 | 1 / 32 | 0 / 40 | 1 / 59  | 6 / 42 | 2 / 56  | 1 / 36 | 4 / 28 | 12 / 56 | 1 / 60 |                         |        |
| 2013 | 1 / 15 | 2 / 36 | 0 / 45 | 0 / 32 | 0 / 40 | 1 / 59  | 2 / 42 | 0 / 56  | 0 / 36 | 3 / 28 | 2 / 56  | 0 / 60 | 11 / 90                 |        |
| 2018 | 1 / 15 | 0 / 36 | 0 / 45 | 0 / 32 | 0 / 40 | 0 / 59  | 1 / 42 | 0 / 56  | 0 / 36 | 0 / 28 | 0 / 56  | 0 / 60 | 2 / 90                  |        |
| 2020 |        |        |        |        |        |         |        |         |        |        |         | 0 / 73 | 0 / 4                   |        |
| 2021 |        |        |        |        |        |         |        |         |        | 2 / 28 |         |        | 2 / 7                   |        |
| 2022 |        |        |        |        |        |         |        |         |        |        | 4 / 56  |        | 4 / 15                  |        |
| 2022 | 0 / 15 |        |        |        |        | 1 / 59  | 0 / 42 |         |        |        |         |        | 1 / 26                  |        |

## 党务组织
- 马华中央委员会
- 马华全国妇女组
- 马青总团

### 2023-2028现任中央委员会

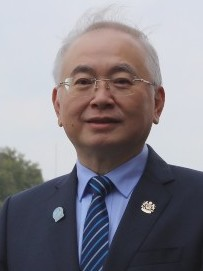
现任马华总会长魏家祥

马华公会现任中央委员会委员如下：
| 党职           | 现任委员 |
| -------------- | --- |
| 总会长         | 魏家祥 |
| 署理总会长     | 马汉顺 |
| 总秘书         | 张盛闻 |
| 副总会长       | 黄日昇 林万锋 刘亚强 陈德钦 林添顺 黄友鳳 |
| 马青总团长     | 林添顺 |
| 妇女组主席     | 黄友鳳 |
| 总财政         | 陈传平 |
| 全国组织秘书   | 廖国赈 |
| 副总秘书       | 杨燕美 |
| 副总财政       | 李荣宗 |
| 全国副组织秘书 | 简民发 |
| 中委           | 古乃光 蔡福光 翁秀秀 李俊滽 陈宗 陈国勇 梁国伟 陈君儿 黄金錠 锺燊庆 郭大雄 李万行 许金汉 卢远东 李廷汉 陈昭宋 陈锦传 赵启兴 苏仪芳 陈栋良 蔡通易 温永泰 |
| 受委中委       | 杨燕美 王晓庭 张佑铨 郑慧玲 |

### 现任会长理事会
| 党职       | 现任                                      |
| ---------- | ----------------------------------------- |
| 总会长     | 魏家祥                                    |
| 署理总会长 | 马汉顺                                    |
| 总秘书     | 张盛闻                                    |
| 副总会长   | 黄日昇 林万锋 刘亚强 陈德钦 林添顺 黄友鳳 |
| 总财政     | 陈传平                                    |
| 组织秘书长 | 廖国赈                                    |
| 委任委员   | 陈君儿 古乃光 杨燕美 简民发 许金汉        |

### 州联络委员会
| 州属       | 主席   | 青年团团长 | 妇女组主席 |
| ---------- | ------ | ---------- | ---------- |
| 柔佛       | 魏家祥 | 邢智立     | 黄友鳳     |
| 吉打       | 蔡通易 | 严圆       |            |
| 吉兰丹     | 蔡福光 | 曾锐毅     |            |
| 马六甲     | 林万锋 | 郑添麟     |            |
| 森美蘭     | 廖国赈 | 萧康骏     |            |
| 彭亨       | 张盛闻 | 黄绍敏     | 陈姝娟     |
| 檳城       | 陳德欽 | 薛杰豪     |            |
| 霹雳       | 马汉顺 | 胡伟豪     | 谭凤娇     |
| 玻璃市     | 蔡天喜 | 庄嘉烽     |            |
| 雪蘭莪     | 刘亚强 | 陈捷森     | 郑慧玲     |
| 登嘉樓     | 翁秀秀 | 黄妙琪     |            |
| 沙巴       | 郑旭宏 | 叶嘉昌     |            |
| 聯邦直轄區 | 黄日昇 | 张佑铨     |            |

### 青年团
马来西亚华人公会青年团是马来西亚华人公会的青年臂膀。
| 党职               | 现任委员 |
| ------------------ | --- |
| 总团长             | 林添顺 |
| 署理总团长         | 张佑铨 |
| 总秘书             | 苏仪芳 |
| 副总团长           | 李奕渊 黄宗权 陈扬邦 黄妙琪 |
| 总财政             | 林世顺 |
| 全国组织秘书       | 张孳璘 |
| 副总秘书           | 覃敬闻、邱爱婷 |
| 副总财政           | 严圆 |
| 全国副组织秘书     | 章敦辉 |
| 当然中委（州团长） | 胡伟豪、陈捷森、黄绍敏、曾锐毅、刑智立、严圆、郑添麟、萧康骏、薛杰豪、庄嘉烽、叶嘉昌 |
| 中委（票选）       | 王祺翔、黄文章、吕训仲、谢挺湧、刘以驰、戴势勋、张德华、李国成、张玮伦、赖家濠、黄欣平、冯贵顺、卓元格、林锦贤、陈键棋、张俊铭、锺镇鸿、李奕翰、冯敬文 30岁或以下：林顺斌、郑国威、邱子航、蔡捷旸、黄少军              |
| 受委中委           | 梁子祥、胡国栋、林猷伟、陈黎棋 30岁或以下：刘薏雯同志、钟锦威同志 |
| 受邀委员           | 陈振隆同志、蓝登伟同志、黄振豪同志、袁展豪同志、黄子轩同志、徐春兴同志、周汶翰同志、林顺庆同志、蔡建文同志、徐安岄同志、孙子期同志、罗舜生同志、陈家兴同志、杨志聪同志、李成豪同志、叶振豪同志、林昇伦同志、张家伟同志 |

### 妇女组
马来西亚华人公会妇女组是马来西亚华人公会的妇女臂膀。
| 党职           | 现任委员 |
| -------------- | --- |
| 全国主席       | 黄友鳳 |
| 全国署理主席   | 郑慧玲 |
| 总秘书         | 陈君儿 |
| 副主席         | 陈姝娟、谭凤娇、罗秀英、刘金妹 |
| 总财政         | 杨燕美 |
| 全国组织秘书   | 郑秀梅 |
| 副总秘书       | 江瑞云、刘薏雯 |
| 副总财政       | 方彤桂、戴燕清 |
| 全国副组织秘书 | 颜淑美 |
| 委员           | 戴燕清、方彤桂、周凤兰、黄秀金、高月彩、杨燕美、翁秀秀、江瑞云、陈秀娘、黄妙霞、林子灵、温碧凤、许溧师、黄六妹、任美婷、刘雪梅、罗秀美、颜淑美、陈贤绮、江丽媚、尤鐀婷、文金莲、张娅莲、冯金菊、陈若佩、江丽琼、关凤珠、林丽云、潘美伶、郑丽菁、刘薏雯、陈君儿 |
| 受委中委       | 郑春子、赖佩意、林秀洙、陈穗鈁 |

### 纪律委员会
- 主席：韩春锦
- 副主席：庄祷融
- 委员：拿督刘文丰同志、郑瑞芝律师同志、张协群同志

### 军事委员会（已撤销）
马华公会军事委员会是马华公会已经撤销的战时委员会，现已编入马来西亚国防部。

### 政治教育委员会及马华党校
政治教育委员会及马华党校负责党内部培训工作。
- 主席：林万锋
- 副主席：李廷汉

根据馬華最新的黨務報告指出，截至2014年8月31日，马华在全國共有106萬6千737名黨員，其中马华青年团员近28万人，而马华妇女组则有42万3000名党员，占马华党员总数的41%。

## 当选代表

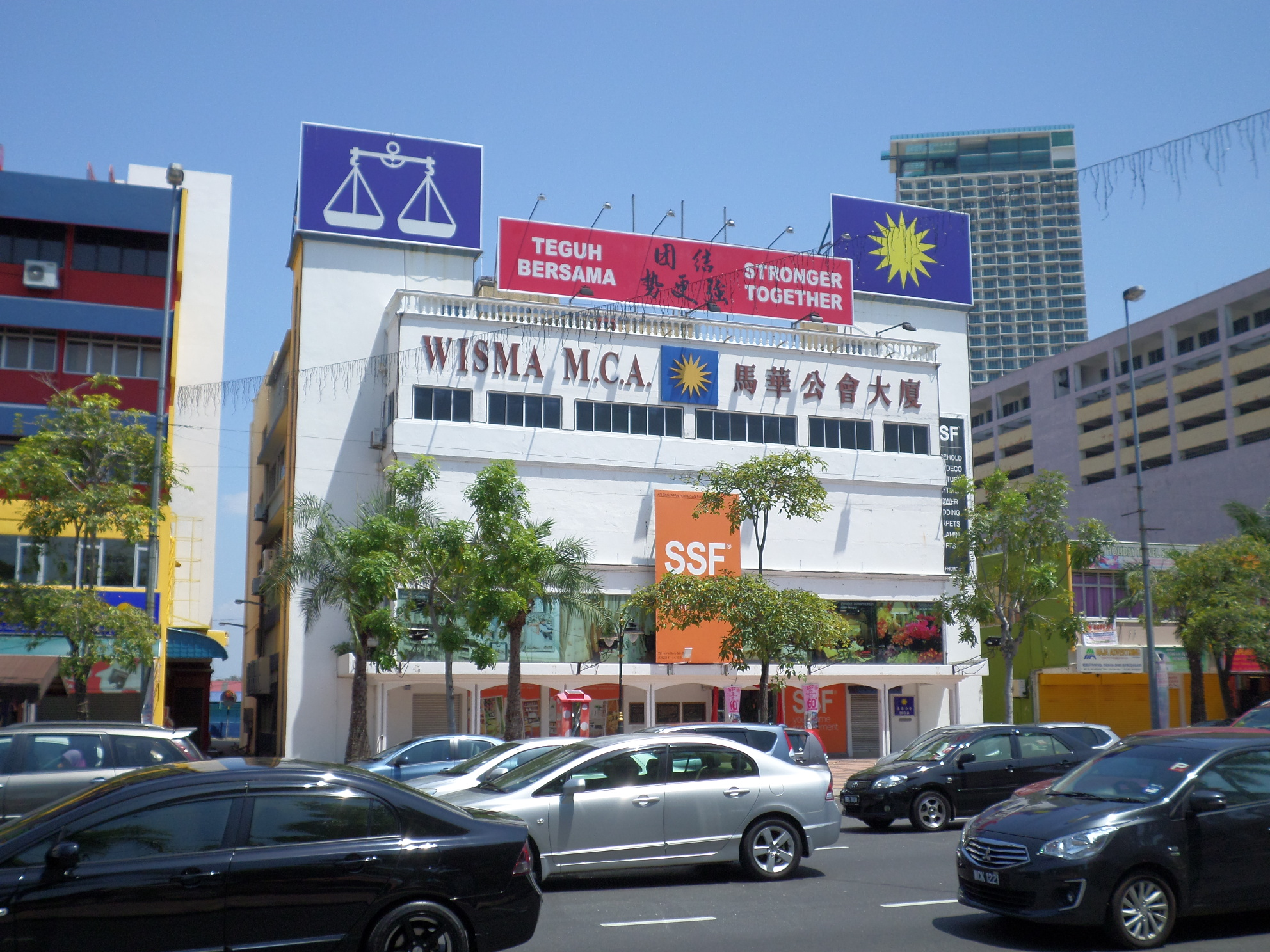
马华马六甲州大厦

### 国会上议院
马华公会目前在马来西亚上议院占有1席。
| 马六甲州议会 | 古乃光     | 马六甲     |            |            |            |
| 总数         | 马六甲 (1) | 马六甲 (1) | 马六甲 (1) | 马六甲 (1) | 马六甲 (1) |

### 国会下议院
马华公会目前在马来西亚下议院占有2席。
| 州属 | 选区编号 | 国会议席 | 国会议员 |
| ---- | -------- | -------- | -------- |
| 柔佛 | P148     | 亚依淡   | 魏家祥   |
| 柔佛 | P165     | 丹绒比艾 | 黄日昇   |
| 柔佛 | 总计     | 柔佛 (2) | 柔佛 (2) |

### 州议会
马华公会目前在全国4个州议会拥有8名州议员。
| 州属   | 选区编号                                 | 州议席                                   | 州议员                                   |
| ------ | ---------------------------------------- | ---------------------------------------- | ---------------------------------------- |
| 柔佛   | N6                                       | 彼咯                                     | 陈宗                                     |
| 柔佛   | N19                                      | 永平                                     | 林添顺                                   |
| 柔佛   | N30                                      | 巴罗                                     | 李廷汉                                   |
| 柔佛   | N55                                      | 北干那那                                 | 陈勇鸣                                   |
| 马六甲 | N8                                       | 马接再也                                 | 魏喜森                                   |
| 马六甲 | N14                                      | 吉里望                                   | 林万锋                                   |
| 霹靂   | N47                                      | 积莪营                                   | 锺燊庆                                   |
| 彭亨   | -                                        | 官委议员                                 | 黄达柱                                   |
| 总计   | 柔佛 (4), 马六甲 (2), 霹雳 (1), 彭亨 (1) | 柔佛 (4), 马六甲 (2), 霹雳 (1), 彭亨 (1) | 柔佛 (4), 马六甲 (2), 霹雳 (1), 彭亨 (1) |

## 党产
根据马华前总財政郑福成的估计，马华拥有市值20亿令吉的党产，而且透过马华投资臂膀华仁控股，每年从星报集团获取的分红为数不少。星报集团于2010年十月份分发一笔近3亿令吉的特别股息，单单马华公会就坐收近1亿2720万元的股息。

### 华仁控股私人有限公司
华仁控股私人有限公司（Huaren Holding Sdn. Bhd.）成立于1977年2月4日，马华公会完全持有100%股权。根据报告，马华投资臂膀华仁控股于1997年至2007年这段期间从投资赚取的分红高达2亿7千07万令吉。然而，这大部分的分红却用于偿还为了收购南洋报业控股时而借取的贷款。2001年，马华公会通过华仁控股与《星洲日报》一同以2.3012亿令吉，收购南洋报业集团的72.35%股权，之后南洋报业并入星洲、香港明报集团同步在香港及马来西亚上市，易名为世华媒体集团（这一结果导致《南洋商报》被华社唾弃，业绩每况愈下）。因之前持有南洋报业的股权，马华在合并后却只持有世华媒体集团不足5%的股份。2010年八月份，马华通过华仁控股只以4788万令吉脱售手中仅有的世华媒体集团的3.6%股权 （页面存档备份，存于）。
在2010年之前的华仁控股所赚取的利息大部分来自于持有42%股权的星报集团。而星报集团的分红，从1997年的820万令吉激增至2005年至2007年平均每年4000万令吉，这需归功于星报集团的表现。但是华仁控股却未有派发丰厚的分红给马华，主要原因就是因为需要偿还从丰隆集团借来用于收购南洋报业控股的贷款。从2000年至2005年，华仁控股并没有派发分红于马华公会。而2006年才派发5004万令吉的分红、以及2007年的4960万令吉的分红于马华公会。2002年至2007年之间，华仁控股忙于解决3亿6千3百6十万令吉的贷款，当中的2亿9千6百6十万令吉是因为了收购南洋报业控股的贷款（银行利息介于6.8%-7.3%）。
2010年起，华仁控股成为“自立学院”（Institue Kojadi）母公司 “自立教育服务有限公司”（Kojadi Education Services Sdn Bhd）的大股东。马华公会也透过华仁控股以最大股东的身份掌控马登控股有限公司（Matang Holding Bhd）10.72%股权。

### 華仁資源私人有限公司
馬華公會透過華仁資源私人有限公司（Huaren Resources Sdn. Bhd.）管理其產業如馬華大廈、馬化大廈以及一棟位於Megan Avenue的辦公樓。

#### 馬華大廈
1975年，马华总会长李三春发动马华公会的第一个5大计划，第一项就是筹建马华总部新大厦。马华公会中委会为了对李三春的贡献致以崇高敬意，特把马华大厦礼堂命名为“三春礼堂”。 
1987年，马华大厦发生拖欠银行巨款的事件，由于党在兴建大厦时经费不足，于1982年把大厦抵押给银行以贷款2500万元付还建筑费及装修费。可是，后来发生党争及国家出现经济衰退，使大厦出租率偏低，租金不足以摊还银行，经过连年利上加利，到1987年，党总共已欠银行3600万元，银行随时都可接管党大厦。为免失去大厦，马华发动全国筹款运动，经过半年时间，即在党内筹到1900万元，另外则安排把大厦的49%股权以2070万元代价出售给马化集团，从而一次过清还银行欠款。
2008年之前，除了大部分股权是由根马华公会持有之外，KOJADI自立合作社（Koperasi Jayadiri Malaysia Berhad）也持有马华大厦有限公司的870万股，即20.23%的股权。据KOJADI自立合作社（Koperasi Jayadiri Malaysia Berhad）于2007年财务报告指出，马华大厦于2007年财务年度的租用率高达98%，且KOJADI自立合作社于2004年财务年度得到了345,380令吉的盈利分配、于2005年财务年度得到696,000令吉的毛股息。
2008年9月17日，马华总会长黄家定宣布马华于同年的8月15日与KOJADI自立合作社签署了一份买卖合约，马华以2760万令吉收购了KOJADI自立合作社持有马华大厦有限公司最后的870万股，即20.23%的股权，因此马华大厦正式由马华公会完全拥有。
2010年12月13日，马华中委会及马华大厦有限公司董事局所批准了马华大厦由马华大厦有限公司转名予马华信托人华仁资源私人有限公司。

#### 馬化大廈
2011年9月26日，马化控股（Multi-Purpose Holdings Bhd）正式宣布以3亿7500万令吉现金脱售坐落于吉隆坡金马律区的马化大厦（Menara Multi-Purpose）于马华公会。马化大厦的总面积达70万4540平方尺，租賃空間為54萬1千424平方尺，并拥有414个停车位、办公室空间出租率高达98%，租金总收入可达每个月2百09万令吉。
根據報導，亨利行（Henry Butcher）在2011年對馬化大廈的估價為3億8千400萬令吉。馬化控股的投資成本是2億8千900萬令吉。目前，馬化大廈是安聯金融，也是馬化資本相關公司的辦公室。

### 星报集团
马华公会以持有42.42%的股权控制星报集团（Star Publications Berhad），而星报集团则控制了Star Rfm，Star Rfm旗下则有：
- 988电台
- Suria

马华公会于2010年11月4日以12亿8000万令吉收购了华仁控股持有星报出版社（马）有限公司（STAR，6084，贸易服务组）的42.4%股权，目的是为了让华仁控股有足够的资金展开以现金加债务融资方式收购丹绒有限公司（TANJONG）博彩公司。

### 拉曼理工大學
拉曼理工大學是一所位於馬來西亞的大學，1969年2月24日在馬華公會的領導下建成，當時稱為拉曼學院。該校名稱取自馬來西亞第一任首相東姑阿都拉曼。該校使用英文作為主要教學語言，但有些課程也會以中文或馬來文教學。該校其中一半的開支是由政府津貼，因此學費較其他大專院校低廉。

## 争议
由于马华公会與巫统在部分马来西亚华人议题上持有相同立場以及在喜来登政变中支持后门政府，馬華公會被政敌民主行动党以及華裔選民指控出卖马来西亚华人社群。

### 副部长拥外国永久居民指控
1987年2月21日，马华署理总会长李金狮向记者说，马华对有关指责该党的其中一位副部长具有外国永久居民地位感到惊奇，该指责最先由一份马来报报道，之后在马来西亚政坛引起关注。巫统青年团团长安华·依布拉欣说，如果证实马华的副部长中有人申请，并已获得外国的永久居民权，巫青团将要求首相马哈迪·莫哈末革除有关者的职位。
2月24日，马华总会长林良实正式否认该党正、副部长当中，有任何人是外国的永久居民。他发表文告说：“我郑重声明，马华正副部长之中，并没有任何人是外国的永久居民，我不曾，也不会推荐具有双重地位者出任部长或副部长。”

### 收取首相和1MDB资金疑云
2017年6月，《砂拉越报告》指时任马来西亚首相纳吉·阿都拉萨在2013年大选通过私人户头，汇款给多个国阵成员党，也揭发马华雪兰莪州联委会分别在2013年的4月8日和4月30日，获得500万令吉。马华雪州联委会财政吕贵添针对此事透过文告澄清，该联委会的银行月结单显示没这笔资金进入户头，证明雪州马华是清白的。雪州民主行动党副组织秘书黎潍裮、副财政刘永山和政治教育主任李继香针对《砂拉越报告》的揭发前往加影警局报案。马华前总会长林良实受记者询问时认为该党领导层有足够的智慧处理此事。
2018年6月30日，英文财经杂志《The Edge》报道指除了国阵最大政党巫统，其他国阵成员党包括马华和国大党疑曾收过一个马来西亚发展有限公司（1MDB）的资金。《The Edge》指出，巫统雪州获得1900万令吉，巫统柔佛则获得2500万令吉；马华获得1100万令吉，国大党获得1500万令吉。
2018年8月4日，马华妇女组疑接受来自1MDB公司的30万令吉，银行户头被冻结，受指示到马来西亚反贪污委员会解释。
2018年10月20日，马华前总会长蔡细历承认，该党曾在2013年大选获得时任首相纳吉·阿都拉萨提供的大选资金，而这笔资金若与1MDB公司有关，马华也只是个无辜的政党。蔡细历强调，马华当年接受纳吉的大选资金时，并不知道有笔款项的来源，而当时尚未爆发1MDB弊案，有关丑闻是在2014年才浮上台面。对此民主行动党元老林吉祥质疑蔡细历在收取纳吉的资金后，不曾怀疑有关资金与1MDB公司“失窃”的资金有关。林吉祥说：“如果他不知道（资金来源），这还说得过去；但一旦你怀疑这是失窃的资金，那么你就必须询问（资金来历）。”“他（蔡细历）说这就像是父亲给予的钱（所以不曾怀疑）。不过，事实上他应该知道，在2013年，1MDB已经是一项重大课题。”马华总会长候选人颜炳寿认为，该党不应掉入行动党设下陷阱，并要求希盟政府通过司法程序管道来调查，否则行动党不可胡乱指控。
2019年1月6日，马华总会长魏家祥接受《星报》访问时说，如果政府能证明1MDB公司的钱给了马华，该党会把钱退还给政府。
2019年6月21日，随着反贪会入禀民事诉讼向41个单位追讨1MDB公司失款，马华彭亨州联委会和马华妇女组阐明将上庭抗辩，以捍卫名誉。马华妇女组与彭亨马华发表联合文告说，他们尊重反贪会行使法律权利提出诉讼，而他们也会依据法律程序抗辩，捍卫本身的名誉，同时他们也重申，本身并不知道也未获告知2013年大选前从纳吉所获得的拨款之来源。
2020年2月7日，吉隆坡高庭驳回政府充公巫统与马华妇女组等4造，被指涉及1MDB的2亿1443万4884令吉78仙的诉讼案，其中马华妇女组保住30万令吉。
2020年7月8日，吉隆坡高庭批准反贪会充公彭亨马华涉嫌与1MDB公司有关的83万5258令吉资金。
2023年3月28日，政府通过上诉庭，归还疑似源自1MDB的210万令吉资金，予两个政党和已故前巴耶勿刹国会议员阿都马南的家属，当中包括彭亨马华的83万5258令吉。

### 资助宾果日报
2022年大选期间，马来西亚网络媒体《宾果日报》报道称希望联盟撤销律师资格鉴定局对统考文凭的承认。之后被通讯部副部长张念群证实是假新闻并发现该媒体是由马华公会资助。随后发布声明质问马华公会与该媒体的关系。

### 2022年大选
国阵最大政党巫统在2022年马来西亚大选时曾数次要求马华让出席位。10月14日，巫统亚罗士打区部主席莫哈末尤索夫主持区部代表大会后自荐取代马华，在亚罗士打国会议席上阵，并放话若继续由马华委派候选人上阵该国席，那么希盟“睡觉也能赢”。10月15日，巫统巴东勿刹区部主席扎希迪说，为了保住国阵在巴东勿刹1国5州全胜佳绩，巴东勿刹巫统要马华让出上届仅以142张多数票微差胜选的知知丁宜州议席，他称从上届大选成绩显示，知知丁宜州席的许多华裔选民不支持国阵，因此，令该区部担心来届大选马华可能会败选。10月16日，芙蓉巫青团团长祖阿马里率领团队在森州巫统大厦前进行“快闪施压行动”，要求巫统取代马华在芙蓉国会议席上阵。
除此之外，马华与盟党国大党也曾在峇都国会议席闹双包。国阵主席阿末扎希于11月1日宣布峇都国席由国大党的克里汉比莱上阵，然而马华总会长魏家祥隔天（11月2日）称峇都国席由该党副总会长姚长禄出战。 马华和国大党对于出战峇都国席处于胶着状况。11月3日，国阵总秘书赞比里宣布峇都国席由国大党柯希仁上阵。11月4日，姚长禄协同团队拆下峇都选区竞选海报，关闭马华行动室，以行动抗议国阵的决定，并透露其团队不会参与助选活动。11月8日，马华峇都区会在召开的执委会议上，决定把失望与不满情绪搁置一旁，遵守党总部的指示，协助国阵赢取峇都议席。

### 2024新古毛补选拒绝助选争议
2024年4月23日，马华总会长魏家祥在短视频中表示不会在2024年新古毛补选中给民主行动党候选人彭小桃助选。之后在4月25号，马华青年团总秘书苏议芳在面子书表示确保新古毛补选选票不会投向民主行动党而是投给土著团结党候选人凯鲁·阿扎里随后遭到网民批评。

## 延伸阅读
- Pillai, M.G.G. (Nov. 3, 2005). "National Front parties were not formed to fight for Malaysian independence". Malaysia Today.